# Pectinatus haikarae
Pectinatus haikarae è una specie di batterio appartenente alla famiglia delle Acidaminococcaceae.